# Neomys
Los musgaños (Neomys) son un género de mamíferos soricomorfos de la familia Soricidae. Son animales semiacuáticos, distribuidos por la zona Paleártica de Europa y Asia. Animales de pequeño tamaño de 6 a 10 cm y un peso de 10 a 23 gramos, al ser animales semiacuáticos presentan toda una serie de adaptaciones morfológicas a la natación, tercio posterior del cuerpo ancho, pies relativamente grandes, pelos rigidos en manos y pies. Las especies de esta familia tienen la fórmula dentaria
| 3.1.2.3 |
| 1.1.1.3 |

= 32

## Hábitat
En zonas con arroyos de aguas claras y puras, de clima eurosiberiano o mediterráneo continentalizado. Se alimentan sobre todo de insectos ya sean acuáticos o terrestres.

## Especies
Se reconocen tres especies de Neomys.
- Neomys anomalus, A. Cabrera, 1907. - musgaño de Cabrera.
- Neomys fodiens,  Pennant, 1771. - musgaño patiblanco.
- Neomys teres, Miller, 1908. - musgaño trascaucásico.